# ヨギ・ベラ

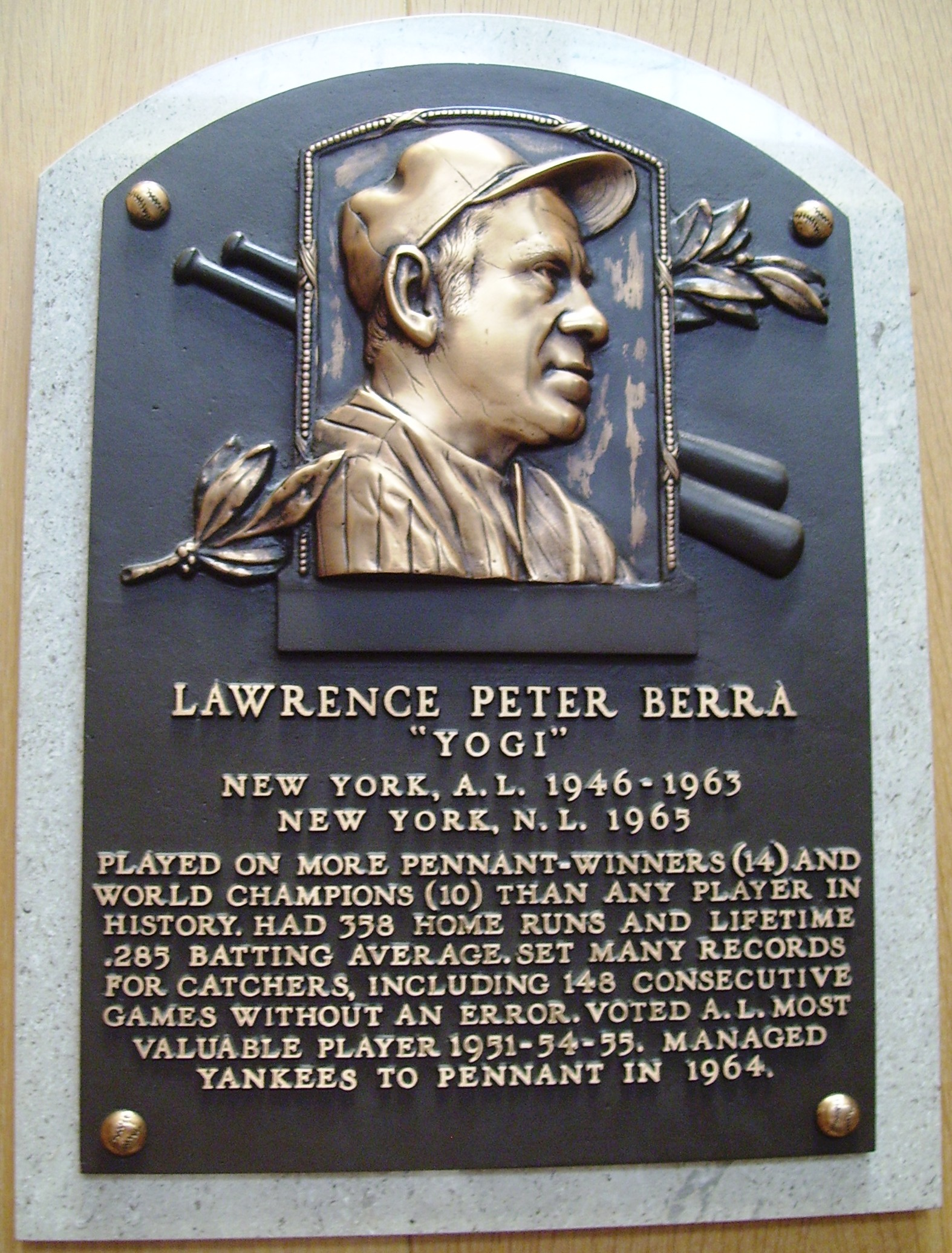
アメリカ野球殿堂博物館に飾られているヨギ・ベラのプラーク

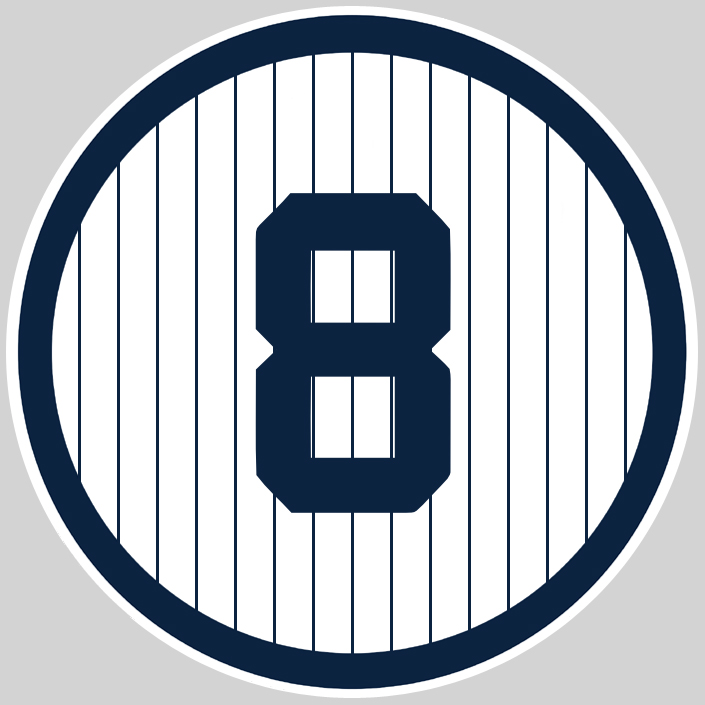
ベラの背番号「8」。
ニューヨーク･ヤンキースの永久欠番に1972年指定。

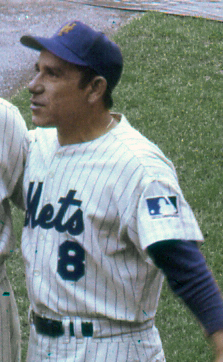
ニューヨーク・メッツコーチ時代（1969年）

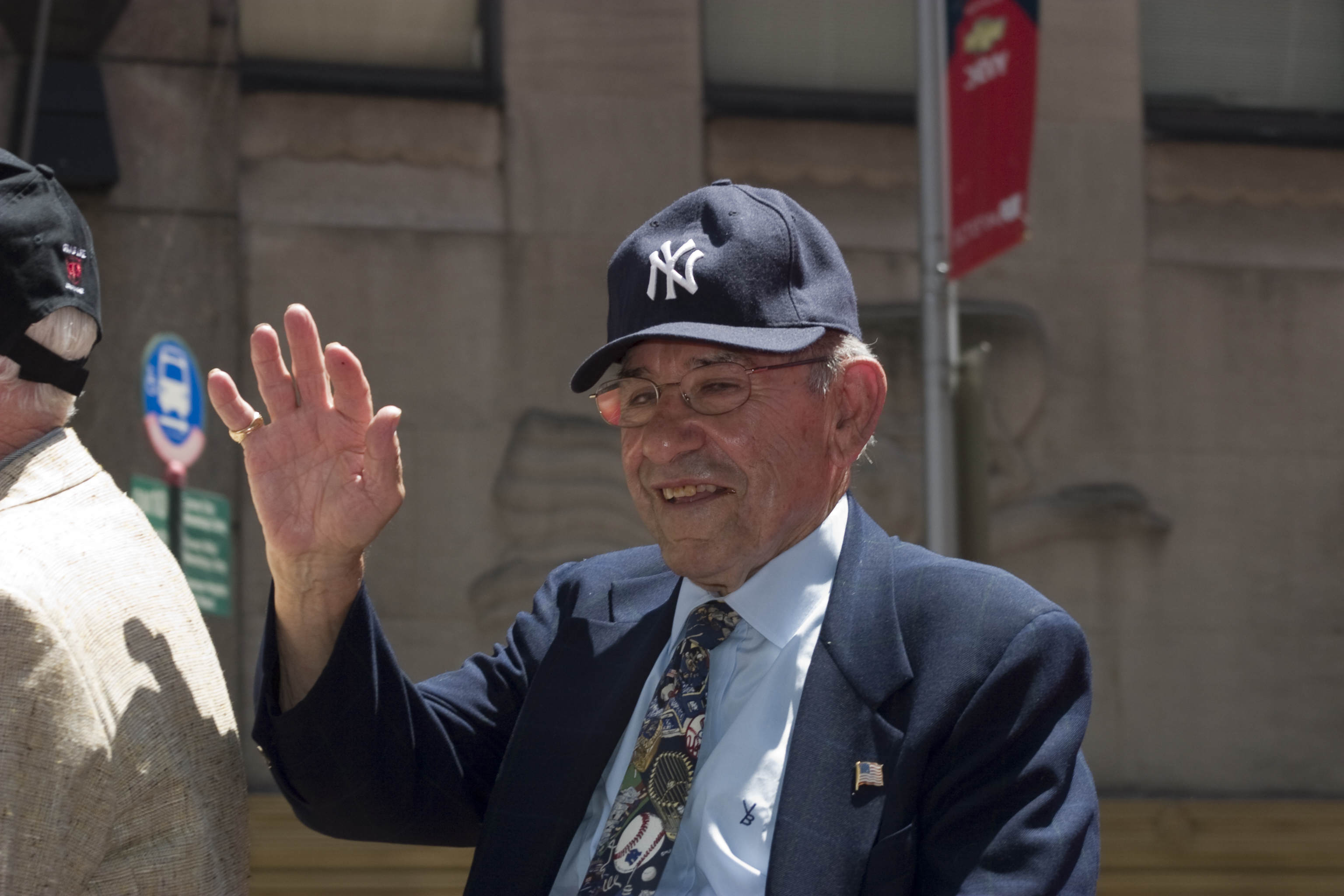
2009年

ヨギ・ベラ（Yogi Berra、本名：ローレンス・ピーター・ベラ（Lawrence Peter "Yogi" Berra）、1925年5月12日 - 2015年9月22日）は、アメリカ合衆国・ミズーリ州セントルイス出身のプロ野球選手（捕手、外野手）・コーチ・監督。
背番号8は、ビル・ディッキーと共にニューヨーク・ヤンキースの永久欠番。
愛称の「ヨギ」は、子供の頃に友人のボビー・ホフマン（後のニューヨーク・ジャイアンツでプレー）が映画で見たインドの蛇使いに歩き方がそっくりであったことから、同じインドのつながりで「ヨギ」と呼ぶようになったのが始まりという。彼の発言は独特の言い回しから、ヨギイズムと呼ばれた（下記参照）。

## 経歴
第2次世界大戦でアメリカ海軍に従軍し、1944年6月のノルマンディー上陸作戦に従事した。マイナーリーグでプレーした後、靴工場で働いていたベラの才能にヤンキースが目を付け、1946年にニューヨーク・ヤンキースと契約。1年目の同年後半にメジャー昇格を果たし、ヤンキー・スタジアムで行われたデビュー戦で初打席初本塁打を放ち、メジャーリーガーとして最高のスタートを切った。同年こそ7試合の出場に終わり、最初は捕手としては今一つであったため、1947年と1948年には外野手としても出場を経験。ヨギの前にヤンキースの正捕手を務めていたビル・ディッキーに1年間、徹底的に仕込まれた逸話もある。1949年に正捕手の座を掴み、当初のベラは守備面よりも打撃面で輝きを見せ、同年から1959年まで10年連続20本塁打以上、その間100打点以上を5度マークするなど、従来の捕手像を大きく変えた。守備面でも1957年7月28日から1959年5月10日まで148試合連続無失策を記録するなど、投手陣を引っ張り、1956年のワールドシリーズではドジャースと対戦し、ヤンキース先発ドン・ラーセンのメジャーリーグ史上初の完全試合もベラの好リードが絶賛された。オールスターには1948年から1962年まで15年連続出場し、1959年には本塁打を放つ。
初球から手を出す一方で、高めのボール球にもしばしば手を出す「メジャー屈指のバッドボールヒッター（悪球打ち）」と呼ばれていたほどで、日米野球では金田正一が投じた頭の上の高さの悪球をバットを立てて大根切りで右翼席へ叩き込んでいる。1955年の日米野球での縁から、ベラと金田は親交があった。1953年、大リーグ選抜軍「ロパット・オールスターズ」の一員として、2度目の1955年にはヤンキースの一員として、計28試合も日本のファンにプレーを見せた。いずれも全試合出場で、1953年は打率.386・6本塁打、1955年は打率.380・2本塁打を記録。1953年は、10月30日の南海戦（大阪）では退場を食らうが、判定に不服なベラはホームプレートに砂をかけたため、スチーブンス球審は「ゲットアウト!」と宣告。実は仕組まれたもので、審判講習会で日本の審判の立場のあまりの弱さを聞いたスチーブンス球審が、ロパット団長とベラの了承のもと、「審判の権威を見せてやる」とひと芝居打ったのであった。南海ベンチもファンも「あのベラを……」と驚くなど効果はあり、試合は15-1で選抜チームの大勝。雑誌「野球界」12月号には選抜チームの選手の座談会が載っているが、その中でベラは「日本の捕手はサインを送るとき股を広げすぎる。コーチ、ランナー、どこからサインを読まれるか分からない。股は狭くしてサインを送るべき」と語っている。
ベラの現役時代のヤンキースは主力にジョー・ディマジオ、ミッキー・マントルらの強力スラッガー、エースにはホワイティ・フォードを擁しており、正に黄金時代であった。自身も巧打者として活躍し、「ヘリコプター・スイング」と呼ばれた独特の打撃スタイルから引退までに打った358本塁打は、当時捕手として最多の本塁打であり、1430打点は捕手の選手では2019年も歴代一位である。これだけの本塁打を放ちながら、三振はシーズン最多が38個、通算414個と極端に少なかった。14度のワールドシリーズ出場を果たし、ワールドシリーズ優勝の証であるチャンピオンリングを10個獲得しているが、これはメジャー史上最多である。強肩で投手陣を牽引し、名将ケーシー・ステンゲル監督も助言を求めたほどであったベラは、アメリカンリーグMVPを3度受賞。現役後半の1958年から1962年には後輩のエルストン・ハワードにポジションを譲る形で外野手として出場し、1961年には阪急ブレーブスの岡野祐代表がヤンキースを通じ、この年22本塁打を放ちながら捕手で15試合の出場に終わったベラに移籍を打診したが、「メジャーでプレーし続けたい」と幻に終わった。
引退後はヤンキースのコーチ・監督、メッツのコーチ・監督などを歴任。監督として、ヤンキースでは1964年に、メッツでは1973年にワールドシリーズ進出を果たすが、いずれも敗退。1985年途中にヤンキースのジョージ・スタインブレナーオーナーと大喧嘩を起こし、監督を退任。「もう二度とヤンキー・スタジアムには来ない」と長らくヤンキースから身を引いたが、ディマジオらの尽力で1998年にスタインブレナーと和解。1999年にディマジオが没した後、彼が務めていたヤンキー・スタジアムでの始球式をヨギが引き継いだ。2004年のヤンキース日本開幕戦にも来日し、読売ジャイアンツとのオープン戦での始球式では金田の球を受ける捕手も務めた。晩年はアメリカで放映されていたAflacの広告で、ヨギイズムを披露していた（"They give you cash, which is just as good as money"など）。
1972年にアメリカ野球殿堂入りを果たし、背番号8は殿堂入りを記念して古巣ヤンキースの永久欠番に同年、先輩であり前に「8」をつけていたディッキーとともに指定された。また、2人連名の永久欠番は史上初であった。
息子のデール・ベラもメジャーリーガー（内野手）で、パイレーツ（1977年 - 1984年）→ヤンキース（1985年 - 1986年）→アストロズ（1987年）でプレーし、通算853試合出場で打率.236・49本塁打を記録。1985年にはヨギが監督をつとめていたヤンキースに移籍したが、開幕から16試合でヨギが解任。親子が同一チームにいたのは僅かな期間のみであった。
2015年9月22日、90歳で逝去。逝去時ではヤンキースの永久欠番選手の中でもっとも長く生きた人物であった。

## ヨギイズム
ヨギは奇妙な発言をすることで有名で、それらの言葉（と彼独特の思想）はYogiisms （ヨギイズム）と呼ばれている。一見諺のようなウイットに富んだ言葉が多いが、よく考えれば意味をなさないものや単に同じ事を繰り返し述べているだけのものが多い。ユーモアがあるそれらの発言は野球に興味のない人々にも親しまれている。その意味では日本球界における長嶋茂雄と扱いが似ている。
息子のデール・ベラが小学校に入り、「エンサイクロペディア（百科事典）を買ってよ」とせがまれた時に「何だ、そのサイクル、サイクルに何とかいうのは。自転車のニューモデルか」と言ったり、文豪のアーネスト・ヘミングウェイを紹介された時には「いつも読ませていただいています。ところでお宅はどの新聞に書いていらっしゃるんでしたっけ？」と言ったなどの逸話が数多く残っている。漫画本を好み、移動中の車中でもよくコミック雑誌を読みふけっていた。有名な漫画『ヨギ・ベア』はベラの名にならって、のちに名付けられた（1958年）。

### 例
- 野球に関する概評として「野球は90%はメンタル、残りの半分はフィジカルだ」[12]
- セントルイスにあるレストラン"Ruggeri's"に行かなくなった理由について。「もう誰もあそこにはいかないよ。混み過ぎなんだもの」[12]
- 「（試合は）終わるまで終わりじゃない」1973年7月にはメッツはナショナルリーグ東地区において、9+1⁄2ゲーム差で首位のシカゴ・カブスを追いかけていた。メッツは最後の公式戦のホームゲームで地区優勝を決め、カブスを8ゲーム上回りシーズンを終えた[12]。
- ジョー・ガラジオーラ・シニア（英語版）にニュージャージー州の自宅への道順を教える時に。到達可能な経路が2つあった。「分かれ道に来たらとにかく進め」[12]
- 1960年代前半のヤンキースでミッキー・マントルとロジャー・マリスが続けて本塁打を放つのを見て言った。「デジャヴの繰り返しだ」[12]
- 「じっと見ることで、たくさん観察できる」[12]
- 「他の人の葬式には必ず出ないとね。そうしないと彼らが自分の葬式に来てくれないから」[12]（「彼らが」の部分が「誰も」であれば普通の処世訓だが、代名詞の「彼ら」が「先に死んだ他の人」のことを指すため、意味のおかしな文となっている）
- 「私は言ったことの全部を言ったわけじゃない」[13]

## 詳細情報

### 年度別打撃成績
| 年 度     | 球 団     | 試 合 | 打 席 | 打 数 | 得 点 | 安 打 | 二 塁 打 | 三 塁 打 | 本 塁 打 | 塁 打 | 打 点 | 盗 塁 | 盗 塁 死 | 犠 打 | 犠 飛 | 四 球 | 敬 遠 | 死 球 | 三 振 | 併 殺 打 | 打 率 | 出 塁 率 | 長 打 率 | O P S |
| --------- | --------- | ----- | ----- | ----- | ----- | ----- | -------- | -------- | -------- | ----- | ----- | ----- | -------- | ----- | ----- | ----- | ----- | ----- | ----- | -------- | ----- | -------- | -------- | ----- |
| 1946      | NYY       | 7     | 23    | 22    | 3     | 8     | 1        | 0        | 2        | 15    | 4     | 0     | 0        | 0     | --    | 1     | --    | 0     | 1     | 0        | .364  | .391     | .682     | 1.073 |
| 1947      | NYY       | 83    | 306   | 293   | 41    | 82    | 15       | 3        | 11       | 136   | 54    | 0     | 1        | 0     | --    | 13    | --    | 0     | 12    | 7        | .280  | .310     | .464     | .775  |
| 1948      | NYY       | 125   | 497   | 469   | 70    | 143   | 24       | 10       | 14       | 229   | 98    | 3     | 3        | 2     | --    | 25    | --    | 1     | 24    | 9        | .305  | .341     | .488     | .830  |
| 1949      | NYY       | 116   | 443   | 415   | 59    | 115   | 20       | 2        | 20       | 199   | 91    | 2     | 1        | 0     | --    | 22    | --    | 6     | 25    | 6        | .277  | .323     | .480     | .802  |
| 1950      | NYY       | 151   | 656   | 597   | 116   | 192   | 30       | 6        | 28       | 318   | 124   | 4     | 2        | 0     | --    | 55    | --    | 4     | 12    | 11       | .322  | .383     | .533     | .915  |
| 1951      | NYY       | 141   | 594   | 547   | 92    | 161   | 19       | 4        | 27       | 269   | 88    | 5     | 4        | 0     | --    | 44    | --    | 3     | 20    | 16       | .294  | .350     | .492     | .842  |
| 1952      | NYY       | 142   | 605   | 534   | 97    | 146   | 17       | 1        | 30       | 255   | 98    | 2     | 3        | 1     | --    | 66    | --    | 4     | 24    | 8        | .273  | .358     | .478     | .835  |
| 1953      | NYY       | 137   | 557   | 503   | 80    | 149   | 23       | 5        | 27       | 263   | 108   | 0     | 3        | 1     | --    | 50    | --    | 3     | 32    | 7        | .296  | .363     | .523     | .886  |
| 1954      | NYY       | 151   | 652   | 584   | 88    | 179   | 28       | 6        | 22       | 136   | 125   | 0     | 1        | 1     | 7     | 56    | --    | 4     | 29    | 9        | .307  | .367     | .488     | .855  |
| 1955      | NYY       | 147   | 615   | 541   | 84    | 147   | 20       | 3        | 27       | 254   | 108   | 1     | 0        | 2     | 5     | 60    | 6     | 7     | 20    | 13       | .272  | .349     | .470     | .819  |
| 1956      | NYY       | 140   | 597   | 521   | 93    | 155   | 29       | 2        | 30       | 278   | 105   | 3     | 2        | 1     | 5     | 65    | 7     | 5     | 29    | 8        | .298  | .378     | .534     | .911  |
| 1957      | NYY       | 134   | 545   | 482   | 74    | 121   | 14       | 2        | 24       | 211   | 82    | 1     | 2        | 1     | 4     | 57    | 10    | 1     | 24    | 11       | .251  | .329     | .438     | .767  |
| 1958      | NYY       | 122   | 476   | 433   | 60    | 115   | 17       | 3        | 22       | 204   | 90    | 3     | 0        | 0     | 6     | 35    | 5     | 2     | 35    | 6        | .266  | .319     | .471     | .790  |
| 1959      | NYY       | 131   | 521   | 472   | 64    | 134   | 25       | 1        | 19       | 218   | 69    | 1     | 2        | 0     | 2     | 43    | 5     | 4     | 38    | 6        | .284  | .347     | .462     | .809  |
| 1960      | NYY       | 120   | 404   | 359   | 46    | 99    | 14       | 1        | 15       | 160   | 62    | 2     | 1        | 0     | 4     | 38    | 6     | 3     | 23    | 11       | .276  | .347     | .446     | .792  |
| 1961      | NYY       | 119   | 437   | 395   | 62    | 107   | 11       | 0        | 22       | 184   | 61    | 2     | 0        | 0     | 5     | 35    | 4     | 2     | 28    | 7        | .271  | .330     | .466     | .795  |
| 1962      | NYY       | 86    | 263   | 232   | 25    | 52    | 8        | 0        | 10       | 90    | 35    | 0     | 1        | 0     | 5     | 24    | 4     | 2     | 18    | 7        | .224  | .297     | .388     | .685  |
| 1963      | NYY       | 64    | 164   | 147   | 20    | 43    | 6        | 0        | 8        | 73    | 28    | 1     | 0        | 0     | 1     | 15    | 2     | 1     | 17    | 4        | .293  | .360     | .497     | .856  |
| 1965      | NYM       | 4     | 9     | 9     | 1     | 2     | 0        | 0        | 0        | 2     | 0     | 0     | 0        | 0     | 0     | 0     | 0     | 0     | 3     | 2        | .222  | .222     | .222     | .444  |
| MLB：19年 | MLB：19年 | 2120  | 8364  | 7555  | 1175  | 2150  | 321      | 49       | 358      | 3643  | 1430  | 30    | 26       | 9     | *44   | 704   | *49   | 52    | 414   | 146      | .285  | .348     | .482     | .830  |

- 「-」は記録なし
- 通算成績の「*数字」は、不明年度がある事を示す

### 表彰
- シーズンMVP:3回、1951年、1954年、1955年
- アメリカ野球殿堂表彰：1972年
- 永久欠番：8（ニューヨーク・ヤンキース）
- MLBオールスターゲーム選出:15回、1948年-1962年
- ワールドシリーズ優勝：10回（歴代1位）[7]